# Meremia

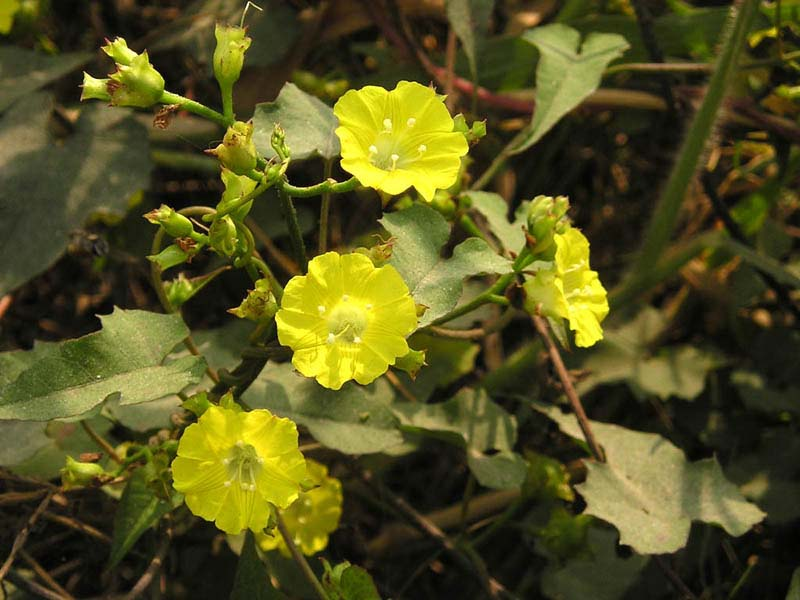
Merremia hederacea

Meremia (Merremia Dennst. ex Endl.) – rodzaj roślin z rodziny powojowatych (Convolvulaceae). Obejmuje ok. 50 gatunków, według niektórych źródeł 80 lub nawet 100 (w przypadku włączania tu gatunków z rodzaju Distimake). Rośliny te występują w strefie tropikalnej obu kontynentów amerykańskich (od Meksyku i Kuby po Brazylię), w Afryce (bez północnej części), w południowej i wschodniej Azji oraz w Australii. We wschodniej Azji zasięg rodzaju sięga strefy klimatu umiarkowanego chłodnego w Rosyjskim Dalekim Wschodzie. Występujący tam gatunek – meremia syberyjska (Merremia sibirica) – uprawiana jest w krajach umiarkowanych, także w Polsce.
Niektóre gatunki są uciążliwymi chwastami na plantacjach, inne są uprawiane jako ozdobne lub wykorzystywane jako lecznicze. W ziołolecznictwie wykorzystywany jest m.in. rozpowszechniony w Ameryce Środkowej gatunek Merremia discoidesperma. Pędy Merremia gemella z Azji Południowo-Wschodniej i Australii używane są do wiązania, m.in. wiązano nimi kangury przed pieczeniem. 

## Morfologia

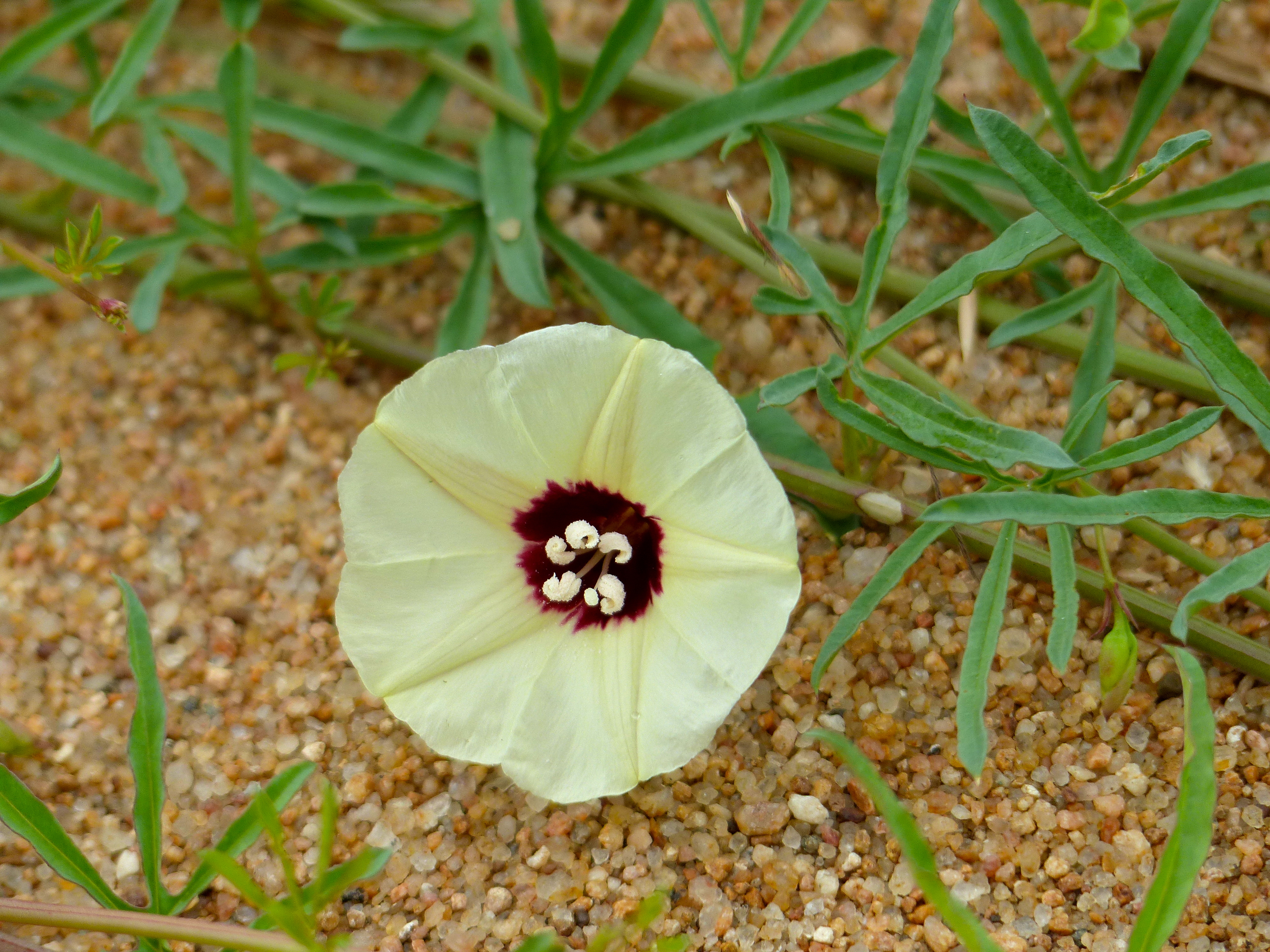
Merremia palmata

PokrójRośliny zielne i drewniejące o pędach zwykle pnących, czasem płożących się.
LiścieOgonkowe, rzadziej siedzące, o blaszce całobrzegiej, ząbkowanej, dłoniasto lub stopowato klapowanej albo złożonej, nagiej lub owłosionej.
KwiatyWyrastają z kątów liści, czasem szczytowo na pędzie, pojedyncze lub zebrane w kilku- lub wielokwiatowych kwiatostanach rozmaicie wierzchotkowato rozgałęzionych. Kielich często jest rozdęty, zawsze jest trwały, czasem dwie zewnętrzne działki są mniejsze od wewnętrznych. Korona lejkowata do dzwonkowatej, wzdłuż brzegu zaokrąglona lub 5-kanciasta, zwykle biała lub żółta, z purpurowym wnętrzem. Pręciki są schowane w koronie, często są nierównej długości, a ich pylniki spiralnie skręcone. Nitki pręcików są rozszerzone u nasady, w górze nitkowato cienkie. Dysk miodnikowy ma formę pierścienia. Zalążnia jest czterokomorowa (czasem z dwiema niepełnymi przegrodami), z czterema zalążkami. Słupek jest pojedynczy, nitkowaty, zakończony pojedynczym lub dwoma główkowatymi znamionami.
OwoceTorebki 1–4-komorowe otwierające się czterema klapami lub nieregularnie, otoczone powiększającym się zwykle w czasie owocowania kielichem. Zawierające cztery lub mniej nasion, nagich lub owłosionych.

## Systematyka
Pozycja systematyczna
Rodzaj z plemienia Merremieae z podrodziny Convolvuloideae w obrębie rodziny powojowatych (Convolvulaceae).
Wykaz gatunków 
- Merremia aniseiifolia Ooststr.
- Merremia caloxantha (Diels) Staples & R.C.Fang
- Merremia calycina (Meisn.) Hallier f.
- Merremia calyculata Ooststr.
- Merremia candei (A.Terracc.) Sebsebe
- Merremia clemensiana Ooststr.
- Merremia cordata R.C.Fang
- Merremia crassinervia Ooststr.
- Merremia dichotoma Ooststr.
- Merremia discoidesperma (Donn.Sm.) O'Donell
- Merremia ellenbeckii Pilg.
- Merremia emarginata (Burm.f.) Hallier f.
- Merremia gallabatensis Hallier f.
- Merremia gemella (Burm.f.) Hallier f.
- Merremia gorinii Chiov.
- Merremia gracilis E.J.F.Campb. & Argent
- Merremia grandidentata (C.H.Thomps.) Staples & Simões
- Merremia gregorii Rendle
- Merremia hainanensis H.S.Kiu
- Merremia hederacea (Burm.f.) Hallier f.
- Merremia hemmingiana Verdc.
- Merremia hirta (L.) Merr.
- Merremia hornbyi Verdc.
- Merremia incisa (R.Br.) Hallier f.
- Merremia malvifolia Rendle
- Merremia martini (H.Lév.) Staples & Simões
- Merremia obtusa (Verdc.) Thulin
- Merremia palmata Hallier f.
- Merremia pavonii (Hallier f.) D.F.Austin & Staples
- Merremia platyphylla (Fernald) O'Donell
- Merremia poranoides (C.B.Clarke) Hallier f.
- Merremia porrecta Pilg.
- Merremia pterygocaulos (Choisy) Hallier f.
- Merremia rajasthanensis Bhandari
- Merremia retusa (Baker) Manitz
- Merremia sagittoides (Courchet & Gagnep.) Staples
- Merremia setisepala Verdc.
- Merremia sibirica (L.) Hallier f. – meremia syberyjska
- Merremia spongiosa Rendle
- Merremia steenisii Ooststr.
- Merremia subsessilis (Courchet & Gagnep.) T.N.Nguyen
- Merremia thorelii (Gagnep.) Staples
- Merremia truncata Verdc.
- Merremia verdcourtiana Lejoly & Lisowski
- Merremia verecunda Rendle
- Merremia verruculosa S.Y.Liu
- Merremia warderensis Sebsebe
- Merremia wurdackii D.F.Austin & Staples
- Merremia xanthophylla Hallier f.
- Merremia yunnanensis (Courchet & Gagnep.) R.C.Fang